# Alberto Gracia

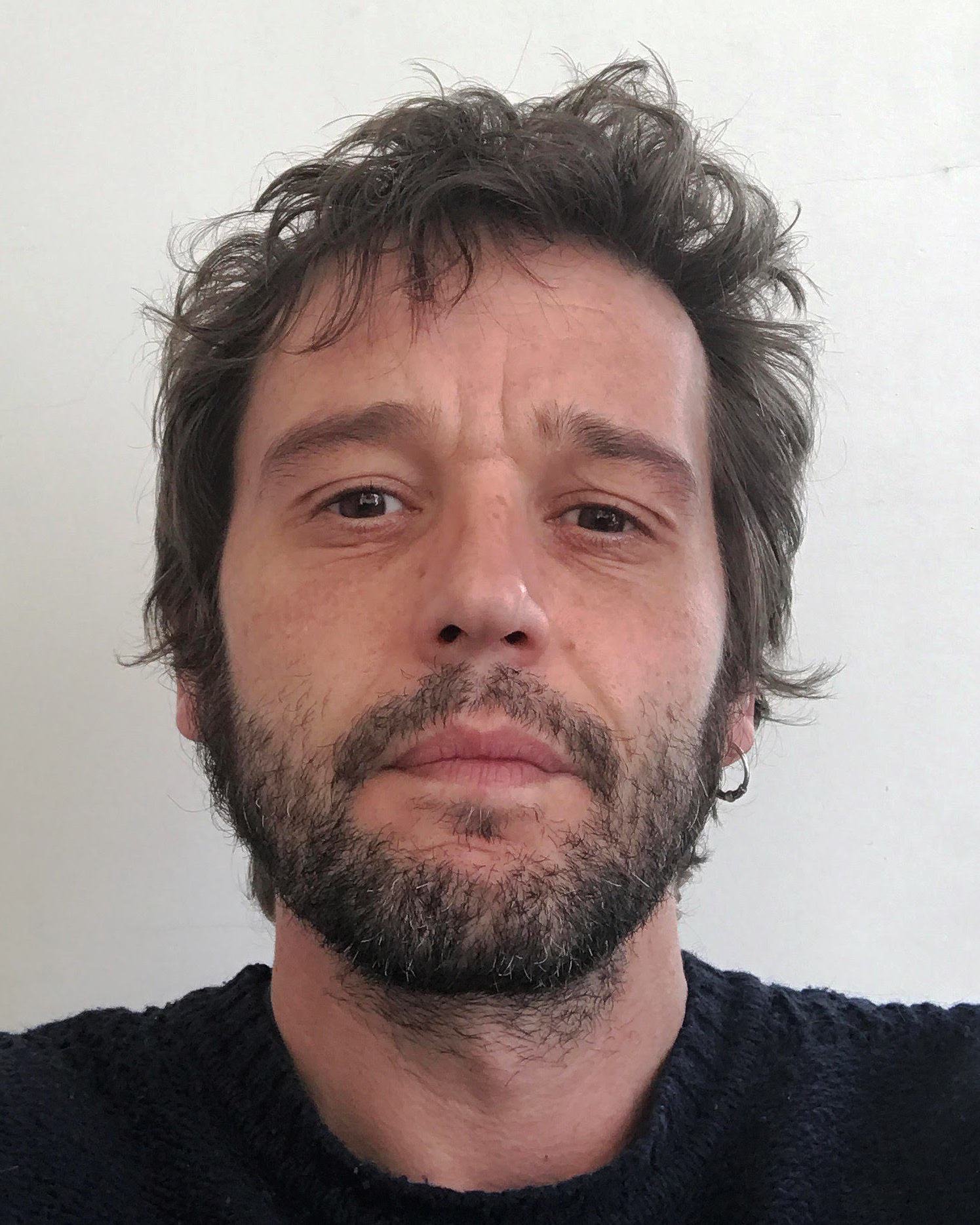

Alberto García Hermida, conocido como Alberto Gracia (Ferrol, 1978), es un director de cine español. 
Como artista se ha dedicado principalmente a la Instalación, utilizando herramientas como el dibujo, la escultura, la pintura, el vídeo o la electrónica y la mecánica interactiva. 
En el mundo del cine, además de como director ha trabajado de productor, actor, guionista y montador; y como docente ha dado clases en universidades, Centros de Arte y Festivales de cine por todo el mundo.

## Biografía
Nacido en Ferrol, estudió Escultura en la Facultad de Bellas Artes del Campus de Pontevedra de la Universidad de Vigo. 
Se estableció en Barcelona en 2002 en donde vivió hasta el 2014. Desde ese año vive en Madrid.
Con una beca Hangar de dos años (2008-2009) preparó y realizó exposiciones con su obra en el MACBA, el Centro de Cultura Contemporánea de Barcelona, en LABoral Centro de Arte y Creación Industrial de Gijón, el Museo de Arte Contemporáneo Gas Natural Fenosa de La Coruña (2017) o en países como Austria o Francia.
Desde el año 2013 se dedica principalmente al mundo del Cine.
Sus películas han ganado premios en festivales como Rotterdam, Bafici, Seminci, Sevilla, Filmadrid, Márgenes o Punto de Vista.
Y se han proyectado en lugares como el Centro de Arte Reina Sofía, Lincoln Center de Nueva York, MoMA, y festivales del prestigio de Mar de Plata, Jeonju, Sao Paulo, Goa o Viennale 
Junto a cineastas como Oliver Laxe, Lois Patiño o Jaione Camborda, es considerado parte del Nuevo Cine Gallego, su primer corto fue Microfugas (2008), parte de un proyecto multidisciplinar de cinco años culminado con la publicación de su primer ensayo, Microfugas. Teoría y juego de la profanación (2010). Después de distintos proyectos de vídeo, experimentación sonora y pequeños proyectos con material fotoquímico, en 2013 estrenó su primera película, O quinto evanxeo de Gaspar Hauser (en español, El quinto evangelio de Gaspar Hauser), con la que ganó el premio de la crítica de la Federación Internacional de la Prensa (Fipresci) en el Festival Internacional de Cine de Róterdam;. 
Su segunda película, La estrella errante (2018), fue galardonada en el Festival de Cine Europeo de Sevilla. entre otros.
En 2024 presentó su tercer largometraje La Parra, en la Tiger Competition del IFFRotterdam, la sección competitiva principal del festival. Con él ha ganado premios en Bafici, Seminci y El Festival Internacional de la Cinemateca Uruguaya entre otros.
También en 2024 fue galardonado con el Premio Cineuropa, junto a la actriz Ingrid García-Jonsson y la cineasta brasileña Flavia Castro.

## Filmografía
- O quinto evanxeo de Gaspar Hauser (2013)
- La estrella errante (2018)
- Tengan cuidado ahí fuera (2021)
- La Parra (2024)

## Publicaciones
- Microfugas, teoría y juego de la profanación (2010). Aristas Martínez Ediciones, 248 páxinas, ISBN 978-84-938210-6-7